# Sobirania i Progrés
Sobirania i Progrés (SiP) és un moviment polític creat el 4 d'octubre de 2006 constituït com a plataforma que cerca el dret d'autodeterminació del poble català des de la societat civil, mitjançant un referèndum.
La presentació pública de la Plataforma va tenir lloc el 4 d'octubre de 2006 en un acte al Petit Palau, del Palau de la Música de Barcelona, presentat per la cantant Beth Rodergas i Cols, i en el qual van intervenir Joel Joan, Oriol Junqueras, Isabel Pallarès i Rogué, Elisenda Paluzie, Miquel Strubell, Ramon Carranza, Anna Puigvert, Maria Mercè Roca i Hèctor López Bofill.

## Promotors
Els promotors de la plataforma són:
- Joel Joan, actor i director
- Elisenda Paluzie, professora d'Economia de la Universitat de Barcelona
- Anna Puigvert, metgessa
- Oriol Junqueras, historiador
- Joan Costa i Font professor d'economia política a la London School of Economics.
- Hèctor López Bofill, professor de Dret Constitucional de la Universitat Pompeu Fabra
- Maria Mercè Roca, escriptora i diputada al Parlament de Catalunya
- Ramon Carranza, directiu d'empresa
- Miquel Strubell i Trueta, professor de Planificació Lingüística de la Universitat Oberta de Catalunya
- Xavier Vinyals, empresari i president de la Plataforma ProSeleccions Esportives Catalanes
- Isabel Pallarès, secretària confederal de la Intersindical-CSC
- Antoni Abad, advocat i professor de Filosofia del Dret a la New York State University

## Accions
Entre les accions de la plataforma Sobirania i Progrés destaquen:
- La campanya Decideixo Decidir (conjuntament amb la Plataforma pel Dret de Decidir) de recollida de signatures pel traspàs de la competència de convocatòria de referèndums (2007-2008). La campanya va tenir el punt àlgid amb la recollida de signatures el dia de les eleccions espanyoles del 9 de març de 2008 que va ser suspesa per les juntes electorals de Barcelona i Tarragona, però que es va mantenir.[3]
- La convocatòria i organització de la manifestació "Som una nació. Volem Estat propi" l'Onze de Setembre de 2008, 2009, 2010 i 2011.[4]
- La col·laboració amb la manifestació Deu Mil a Brussel·les per a l'Autodeterminació del 7 de març de 2009.
- La participació com a entitat impulsora i responsable de la logística de la Coordinadora de la Consulta sobre la Independència (2009-2011).
- Les presentacions i conferències arreu del país divulgant els beneficis de la independència.
- L'edició i promoció del documental "Spain's Secret Conflict" pensat per a explicar a una audiència internacional el bloqueig de les institucions espanyoles al procés independentista català (2011).[5]